# SKF Savena Targówek
Der SKF Savena Targówek (Stowarzyszenie Kultury Fizycznej Savena Targówek) war ein polnischer Frauenfußballverein in Warschau. 

## Geschichte
Der Verein wurde 1997 gegründet und 2003 aufgelöst. Größter Erfolg war der dritte Platz 2000 in der polnischen Meisterschaft. Das Stadion ist das örtliche Sport- und Freizeitzentrum (OSiR) in der Straße Łabiszyńska 20 in Warschau.   

### Umbenennung
1997 als SKF Savena Warschau gegründet wechselte man 1998 auf  ASPNK Savena AZS-AWF Warschau und wieder ein Jahr später 1999 in  SKF Savena Targówek Warschau. Dieser blieb bis zur Auflösung 2003.